# Monastère paulin (Budaszentlőrinc)
Le monastère paulin de Budaszentlőrinc (en hongrois : Budaszentlőrinci pálos kolostor) désigne les vestiges d'un cloître de l'ordre paulin, situées dans le 2e arrondissement de Budapest, à proximité de Szépjuhászné.